# HD36589
HD36589 — хімічно пекулярна зоря спектрального класу B7, що має видиму зоряну величину в смузі V приблизно  6,2.
Вона  розташована на відстані близько 799,4 світлових років від Сонця.